# Símbolo genérico de la Junta de Andalucía

Símbolo genérico de la Junta de Andalucía desde el 22 de diciembre de 2020

Símbolo genérico empleado por la Junta de Andalucía del 16 de octubre de 1997 hasta el 22 de diciembre de 2020.

El Símbolo genérico de la Junta de Andalucía es una síntesis del escudo, con atributos de modernidad y dinamismo. Contiene, de forma sintética, los elementos definitorios del escudo de Andalucía: 
- La Bandera en forma de arco de medio punto, se expande convirtiéndose en ondas que se proyectan hacia el exterior.

- Hércules se concentra en un triángulo, figura estética, que como una brújula apunta al norte.

Con esta simbología se representa la nueva Andalucía de progreso, en movimiento y en comunicación directa con los ciudadanos, estando también presente en los organismos, entidades y empresas públicas que gestiona o en que participa, así como en el patrimonio que mantiene, haciendo patente su acción de gobierno.

Escudo simplificado, de la Junta de Andalucía.

## Uso del símbolo genérico y del escudo simplificado
Tanto el "símbolo institucional" o escudo simplificado como el "símbolo genérico" o "imagen genérica" suelen presentarse junto con el logotipo (el lema "Junta de Andalucía" con la tipografía característica y, en su caso, el nombre del organismo correspondiente). 
El símbolo o imagen genérica (imagen superior) se destina a actuaciones y servicios al ciudadano como información, publicidad, publicaciones, señalización de edificios y obras, transporte y redes sociales; a menudo junto al nombre de organismos o empresas públicas dependientes (excepto en la RTVA, el 061 y la marca de turismo y deporte de Andalucía). Por otro lado, el símbolo institucional o escudo simplificado (imagen inferior) fue utilizado de manera generalizada antes de la aprobación del símbolo genérico. El símbolo ha quedado relegado a uso especialmente protocolario de presencia imprescindible y circunscrito al ámbito administrativo de las Consejerías.